# 대구광역시의 무형문화재
'

## 지정 목록
| 번호 | 사진 | 명칭                            | 소재지                             | 관리자 (단체)                                                                             | 지정일                                                              | 참조 |
| 1호  |      | 고산농악 (孤山農樂)             | 대구 수성구 대흥동 467             | - 보유자: 故정창화(15.1.작고) - 전수교육조교: 故유잠발(20.5.17작고) - 전수교육조교:황선우 | 1984년 7월 25일 지정                                                |      |
| 2호  |      | 날뫼북춤                        | 대구 서구 당산로 403 (이현동)      | - 보유자: 윤종곤(62년생) - 전수교육조교: 나문구, 주선영                                   | 1984년 7월 25일 지정                                                |      |
| 3호  |      | 욱수농악 (旭水農樂)             | 대구 수성구 욱수동 192             | - 보유자: 손석철(70년생) - 전수교육조교 : 오문섭                                          | 1988년 5월 30일 지정                                                |      |
| 4호  |      | 천왕메기 (天王메기)             | 대구 서구 당산로 403 (이현동)      | - 보유자: 김수기(43년생) - 전수교육조교: 박정덕, 방도수                                   | 1989년 6월 15일 지정                                                |      |
| 5호  |      | 가곡 (歌曲)                     | 대구 동구 송라로32길 35-1 (신암동) | - 보유자: 故권측이(18.7.작고) - 전수교육조교: 우장희                                      | 1989년 6월 15일 지정                                                |      |
| 6호  |      | 영제시조 (嶺制時調)             | 대구 달서구                        | - 보유자: 박선애(28년생) - 전수교육조교: 김향교                                           | 1990년 5월 15일 지정                                                |      |
| 7호  |      | 공산농요 (公山農謠)             | 대구 동구                          | - 보유자: 송문창(33년생) - 전수교육조교: 김창환, 정종철                                   | 1990년 5월 15일 지정                                                |      |
| 8호  |      | 판소리 (판소리)                 | 대구 남구 대명5동 1682-20          | - 보유자: 故이명희(‘19.3.작고), 주운숙(53년생) - 전수교육조교: 성정모, 정정미             | 1992년 9월 8일 지정                                                 |      |
| 9호  |      | 살풀이 (살풀이)                 | 대구 수성구 상록로13 (범어동)      | - 보유자: 권명화(34년생) - 전수교육조교: 변승희, 조은희                                   | 1995년 5월 12일 지정                                                |      |
| 10호 |      | 소목장 (小木匠)                 | 대구 동구 봉무동 797-9             | * 보유자: 엄태조(44년생)                                                                  | 1996년 5월 27일 지정, 2015년 9월 16일 해제, 14.9.16 국가무형 인정   |      |
| 11호 |      | 하향주 (荷香酒)                 | 대구 달성군                        | - 보유자: 박환희(50년생)                                                                  | 1996년 5월 27일 지정                                                |      |
| 12호 |      | 대고장 (大鼓匠)                 | 대구 북구 학정로 96-31(태전동)     | - 보유자: 김종문(32년생) - 전수교육조교: 김기웅, 권태숙                                   | 1996년 5월 27일 지정                                                |      |
| 13호 |      | 상감입사장(조각장) (象嵌入絲匠) | 대구 중구                          | * 보유자: 김용운(50년생)                                                                  | 1997년 9월 18일 지정, 2017년 12월 29일 해제, 17.12.29 국가무형 인정 |      |
| 14호 |      | 단청장 (丹靑匠)                 | 대구 남구                          | - 보유자: 전연호(54년생) - 전수교육조교: 박현수                                           | 1999년 1월 9일 지정                                                 |      |
| 15호 |      | 모필장 (毛筆匠)                 | 대구 달서구                        | - 보유자: 이인훈(47년생) - 전수교육조교: 이석현, 윤경숙                                   | 2004년 6월 10일 지정                                                |      |
| 16호 |      | 달성하빈들소리 (達城河濱들소리) | 대구 달성군                        | - 보유자: 손봉희(41년생) - 전수교육조교: 김준군, 서종기                                   | 2008년 4월 10일 지정                                                |      |
| 17호 |      | 창호장 (窓戶匠)                 | 대구 동구                          | - 보유자: 이종한(51년생)                                                                  | 2012년 1월 30일 지정                                                |      |
| 18호 |      | 정소산류 수건춤                 | 대구 중구                          | - 보유자: 백년욱(45년생)                                                                  | 2015년 5월 11일 지정                                                |      |
| 19호 |      | 동부민요                        | 대구 서구                          | - 보유자: 박수관(55년생)                                                                  | 2016년 3월 10일 지정                                                |      |

## 참고 자료
- 대구광역시 공보
- 대구광역시 고시/공고